# Liste der Auslandsvertretungen Kap Verdes

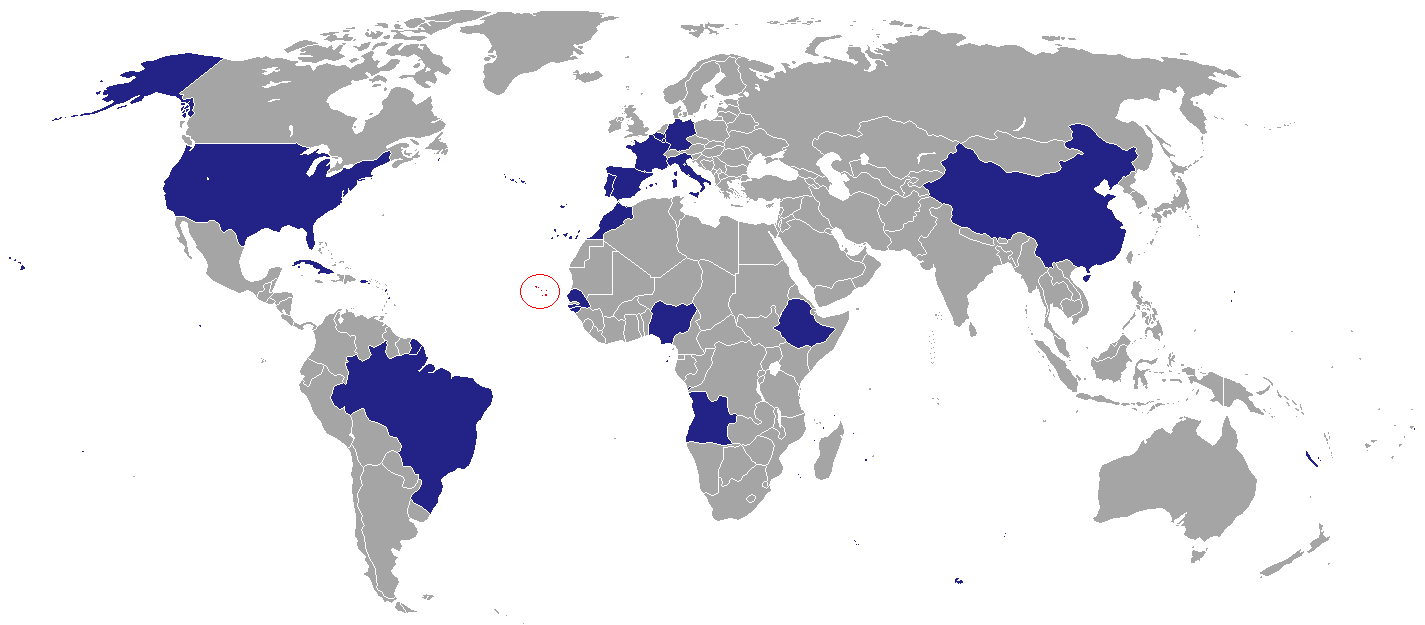
Standorte der diplomatischen Vertretungen Kap Verdes

Dies ist eine Liste der diplomatischen und konsularischen Vertretungen Kap Verdes.

## Diplomatische und konsularische Vertretungen

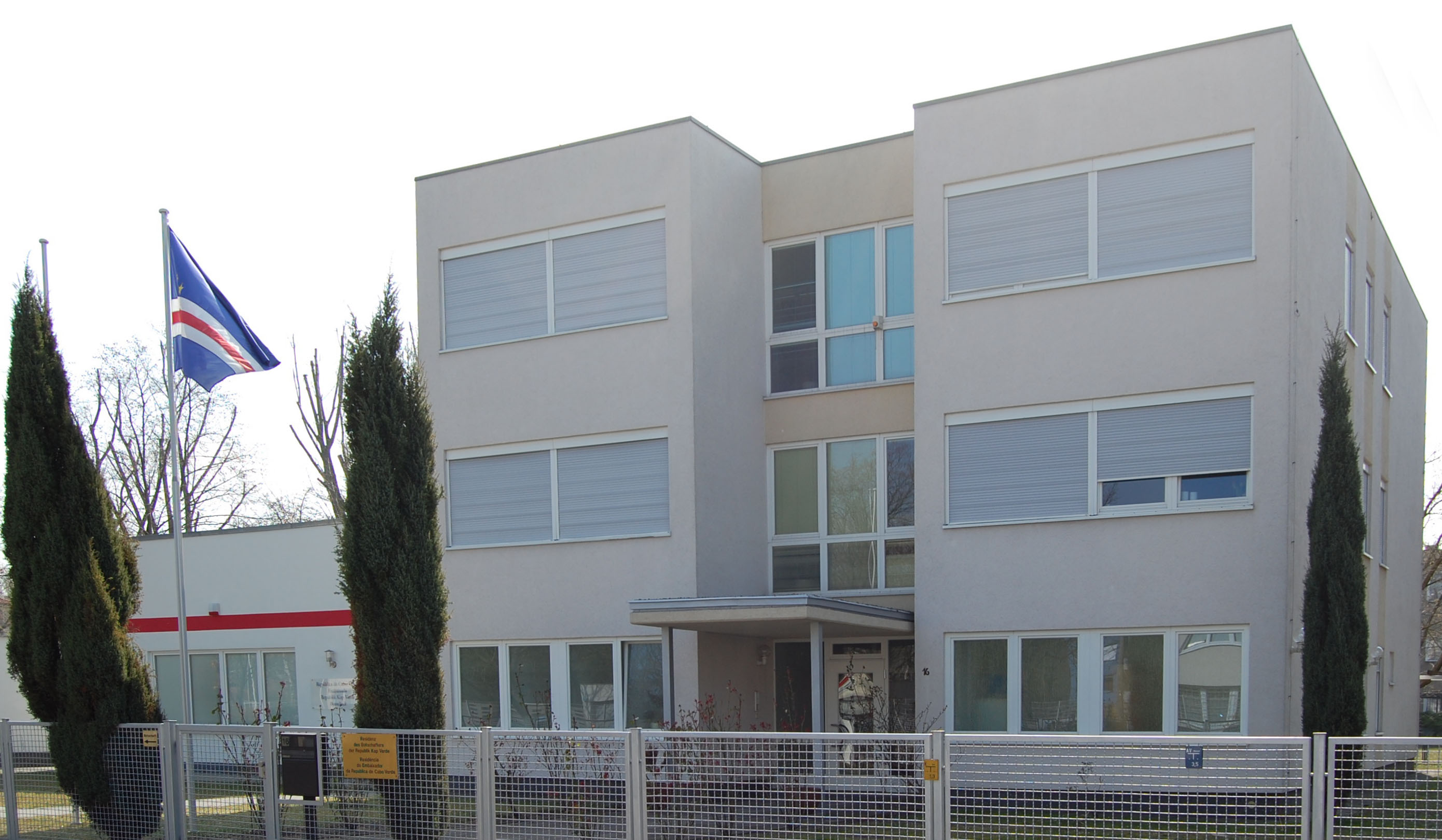
Botschaft Kap Verdes in Berlin

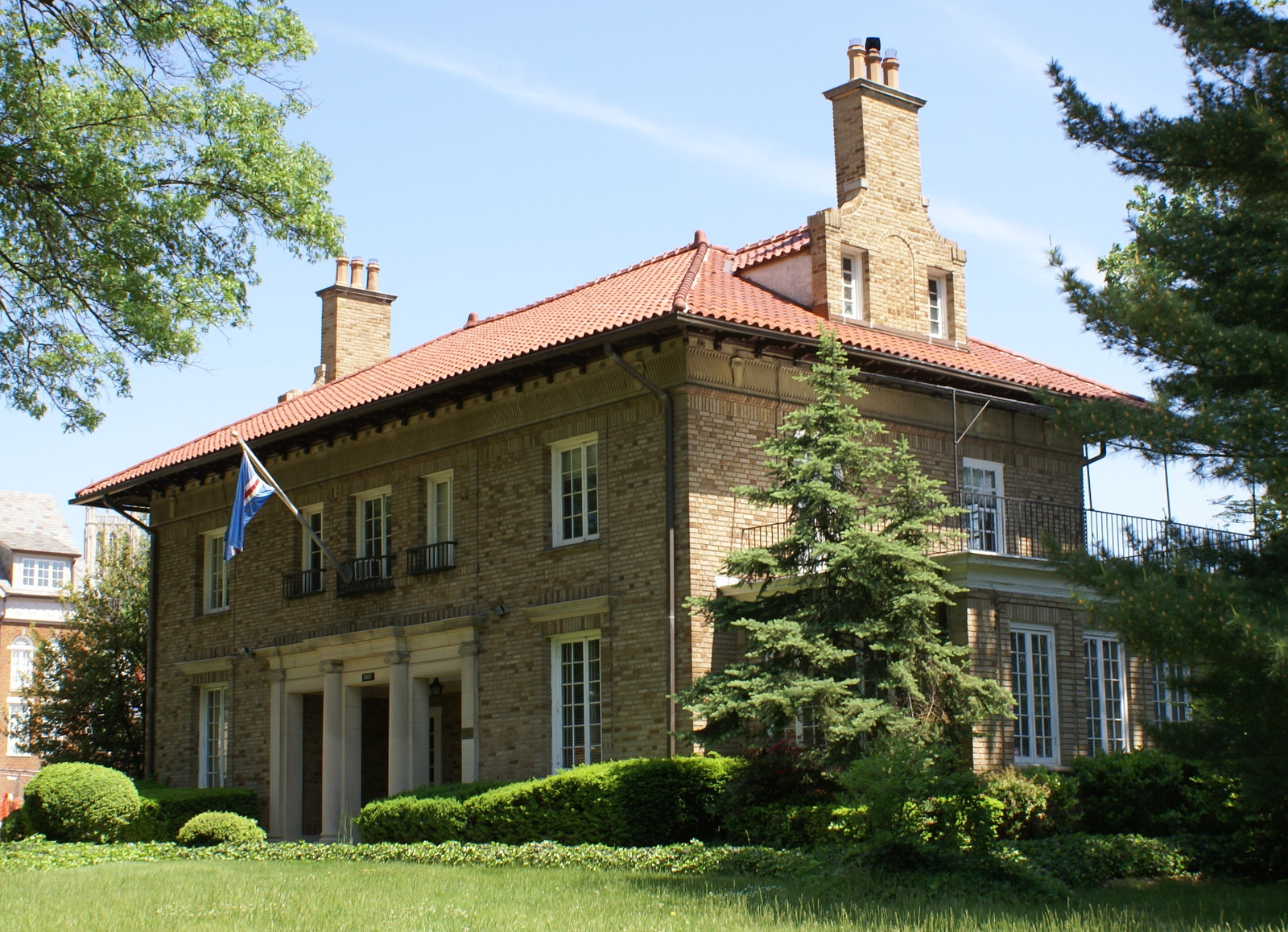
Botschaft Kap Verdes in Washington, D.C.

### Afrika
- Angola: Luanda, Botschaft
- Äthiopien: Addis Abeba, Botschaft
- Senegal: Dakar, Botschaft

### Amerika
| - Brasilien: Brasília, Botschaft - Kuba: Havanna, Botschaft | - Vereinigte Staaten: Washington, D.C., Botschaft - Vereinigte Staaten: Boston, Konsulat |

### Asien
- Volksrepublik China: Peking, Botschaft

### Europa
| - Belgien: Brüssel, Botschaft - Deutschland: Berlin, Botschaft - Frankreich: Paris, Botschaft - Italien: Rom, Botschaft - Luxemburg: Luxemburg, Botschaft | - Österreich: Wien, Botschaft - Portugal: Lissabon, Botschaft - Russland: Moskau, Botschaft - Spanien: Madrid, Botschaft |

## Vertretungen bei internationalen Organisationen
- AU: Addis Abeba, Ständige Mission
- Europäische Union: Brüssel, Mission
- Vereinte Nationen: New York, Ständige Mission
- UNESCO: Paris, Ständige Mission
- CPLP: Lissabon, Vertretung